# Can't Be Tamed
Albums de Miley Cyrus
The Time of Our Lives
(2009) Bangerz
(2013)
Singles
1. Can't Be Tamed
Sortie : 18 mai 2010
2. Who Owns My Heart
Sortie : 22 octobre 2010

Can't Be Tamed est le troisième album studio de Miley Cyrus.
Il s'agit de son dernier album avant une pause musicale, durant laquelle elle souhaite se consacrer à sa carrière cinématographique. Il est sorti le 21 juin 2010 en France et aux États-Unis.

## Listes des chansons
| No  | Titre                    | Producteur(s)               | Durée |
| --- | ------------------------ | --------------------------- | ----- |
| 1.  | Liberty Walk             | Antonina Armato, Tim James  | 4:06  |
| 2.  | Who Owns My Heart        | Antonina Armato, Tim James  | 3:34  |
| 3.  | Can't Be Tamed           | Antonina Armato, Tim James  | 2:48  |
| 4.  | Every Rose Has Its Thorn | Antonina Armato, Tim James  | 3:48  |
| 5.  | Two More Lonely People   | Antonina Armato, Tim James  | 3:09  |
| 6.  | Forgiveness and Love     | Antonina Armato, Tim James  | 3:28  |
| 7.  | Permanent December       | John Shanks                 | 3:37  |
| 8.  | Stay                     | John Shanks                 | 4:21  |
| 9.  | Scars                    | John Shanks                 | 3:42  |
| 10. | Take Me Along            | John Shanks                 | 4:09  |
| 11. | Robot                    | John Shanks, Nataly Cholula | 3:43  |
| 12. | My Heart Beats for Love  | John Shanks                 | 3:43  |

## Singles
Le single Can't Be Tamed est sorti le vendredi 30 avril, pour ensuite être disponible en téléchargement légal le 18 mai sur iTunes et le clip officiel est sorti peu de temps après. Lors de sa sortie, le premier single extrait du nouvel album entre directement en 8e au classement américain. Le clip et les paroles de la chanson montrent une Miley plus sexy et affirmée, il a suscité beaucoup de critiques positives et notamment chez ses amis et/ou coéquipiers Disney :
- Demi Lovato : « Le clip est une vraie révélation qui a changé le monde ! Il pourrait stopper la Quatrième Guerre Mondiale, je vous dis ! ‘Can’t Be Tamed’ divulgue un message très positif ! »
- Selena Gomez : « Il est génial, je l’adore ! Miley est très talentueuse, je l’admire énormément ! »
- Joe Jonas : « J’adore la nouvelle Miley, ‘Can’t Be Tamed’ est une excellente chanson qui me correspond. Le clip est l’histoire de ma vie ! »
- Ashley Tisdale : « Je trouve la chanson géniale. Elle a un super bon rythme et est très accrocheuse. Je l’adore. »
- Miley Cyrus : « Dans le clip, je ne suis plus la Miley sage que vous connaissez. Je peux montrer qui je suis vraiment : une Miley un peu folle, même très folle ! »

Who Owns My Heart est le 2d single de l'album.

### Autres chansons
Liberty Walk et Stay, bien que non publiés en singles, se sont positionnés sur les classements hebdomadaires aux États-Unis et au Canada. Stay est arrivé no 75 au Billboard Hot 100 et no 61 au Canadian Hot 100, tandis que Liberty Walk a culminé à la 79e place au Canada.

## Certifications
| Pays              | Certification | Unités certifiées |
| ----------------- | ------------- | ----------------- |
| Australie (ARIA)  | Platine       |                   |
| Brésil            | Platine       |                   |
| Colombie          | Platine       |                   |
| Espagne           | Platine       |                   |
| États-Unis (RIAA) | Or            | 500 000           |
| Irlande           | Platine       |                   |
| Nouvelle-Zélande  | Or            |                   |
| Philippines       | Platine       |                   |
| Pologne           | Or            |                   |
| Portugal          | Or            |                   |